# 水瀬&りっきぃ☆のロックオン
水瀬&りっきぃ☆のロックオン（みなせりっきぃのろっくおん）は、2010年10月から2020年12月までパチンコ★パチスロTV!で放送されたパチンコ・パチスロ番組。

## 概要
水瀬美香とかおりっきぃ☆が、ご当地の美味しい料理とお酒を賭けてホールで実戦する旅打ち番組。勝てばご当地料理を堪能できるが、負ければ料理はお預けとなり反省会（主に公園などでの外飲み）が行われる。
かおりっきぃ☆が#136から産休に入り代役としてなるみんが出演。#155でかおりっきぃ☆が復帰するが、以降は関東近郊での収録はかおりっきぃ☆、地方での収録はなるみんが出演する形式になり、番組名も『水瀬&りっきぃ☆のロックオン with なるみん』に変更。#184をもってなるみんが降板したことから#185より形式と番組名が元に戻された。
2020年10月で放送10周年を迎え、同年12月をもって番組終了となった。
全240回の番組収録が行われ、放送回は全274話を最終回とした。
初回放送は、隔週土曜日（22:00 - 23:00）だったが、番組終盤に隔週木曜日（23:00 - 24:00）に移行。

## 出演者
- 水瀬美香（パチスロライター）
- かおりっきぃ☆（パチンコライター）
- なるみん（パチンコライター） #136〜#184（かおりっきぃ☆の代役と地方収録回に出演）

## 結果
| 回数 | 実践ホール                 | 収支 水瀬美香                     | 収支 かおりっきぃ          | 収支 トータル                                      | 勝敗  | ご褒美店舗                         | 備考                                                            |
| ---- | -------------------------- | --------------------------------- | -------------------------- | -------------------------------------------------- | ----- | ---------------------------------- | --------------------------------------------------------------- |
| #202 | コンサートホール成増       | 総投資58500円、獲得5268個         | 総投資3000円、獲得5680個   | 総投資61500円、獲得10948個、 収支 -23000円         | 負け  |                                    |                                                                 |
| #207 | ゴードン品川               | 総投資35000円、獲得11891個        | 総投資6000円、獲得1143枚   | 総投資41000円、獲得1143枚、11891個、 収支 21000円  | 勝ち  |                                    |                                                                 |
| #208 | 弘城西口本店               | 総投資22000円、獲得0個            | 総投資49000円、獲得6457玉  | 総投資71000円、獲得0枚、6457個、 収支 -48000円     | 負け  |                                    | 水瀬、抜歯で顔が腫れたままでの実践                              |
| #209 | ゴーゴーコスミック武蔵小山 | 総投資10000円、獲得317枚          | 総投資9000円、獲得896枚    | 総投資19000円、獲得1213枚、 収支 3000円            | 勝ち  | ちゃんこ屋 白乃富士                |                                                                 |
| #210 | MGM浦和                    | 総投資9000円、獲得5226枚          | 総投資4000円、獲得27552個  | 総投資13000円、獲得5266枚、27552個、 収支 202000円 | 勝ち  | creative dining 空                 |                                                                 |
| #211 | 楽園川崎                   | 総投資50000円、獲得8665個         | 総投資27500円、獲得0個     | 総投資77500円、獲得8665個、 収支 -43000円          | 負け  | MAISON'S NEW YORK KITCHEN 川崎駅前 |                                                                 |
| #267 | 楽園柏                     | 総投資22000円、獲得3579枚、3741個 | 総投資26500円、獲得7500個  | 総投資48500円、獲得3579枚、12241個 収支 71700円    | 勝ち  | 無し                               | 水瀬、ミリオンゴッド-神々の凱旋-でGOD揃い                       |
| #268 | やすだ八潮                 | 総投資58500円、獲得2341枚、7895個 | 総投資11500円、獲得8463個  | 総投資70000円、獲得2341枚、16358個 収支 42000円    | 勝ち  | 無し                               | 10周年最終戦                                                    |
| #269 | 楽園渋谷道玄坂             | 総投資44500円、獲得559枚、9838個  | 総投資32000円、獲得1690個  | 総投資76500円、獲得559枚、11528個 収支 -25000円    | 負け  | 無し                               | 11年目突入                                                      |
| #274 | 楽園 渋谷駅前店            | 総投資14500円、獲得15600個        | 総投資10000円、獲得24628個 | 総投資24500円、獲得40228個 収支 +118500円          | 勝 ち | 有り（店舗不明）                   | 最終回 サプライズゲストとして ビワコ、なおきっくす☆が登場した。 |

### トータル結果
| 集計日                              | 水瀬美香             | かおりっきぃ        | なるみん           | 番組内トータル収支   | 備考 |
| ----------------------------------- | -------------------- | ------------------- | ------------------ | -------------------- | ---- |
| 放送200回（2018年１月）             | -500620円            | -193150円           | -161100円          | -854870円            |      |
| 放送274回（2020年12月） ※最終回含む | 122勝118敗 +431580円 | 105勝114敗 -18950円 | 10勝11敗 -161100円 | 111勝129敗 +251530円 |      |

## スタッフ
- ナレーター:釣谷伸樹
- プロデューサー:下川大和
- ディレクター:相坂昌紀
- 制作協力:サードパーティー
- 製作・著作:日本アミューズメント放送株式会社